# These Times (album de Safetysuit)
These Times est le deuxième album du groupe de rock alternatif Safetysuit. Trois chansons de cet album sont sorties en single, "Get Around This" et "Let Go" en 2011, "These Times" en 2012.

## Liste des pistes
| No  | Titre            | Durée |
| --- | ---------------- | ----- |
| 1.  | Believe          | 4:31  |
| 2.  | Get Around This  | 3:30  |
| 3.  | Let Go           | 3:20  |
| 4.  | Staring At It    | 4:17  |
| 5.  | These Times      | 4:12  |
| 6.  | Never Stop       | 3:35  |
| 7.  | One Time         | 2:57  |
| 8.  | Crash            | 2:52  |
| 9.  | Stranger         | 3:11  |
| 10. | Things To Say    | 3:52  |
| 11. | Life In Pain     | 5:58  |
| 12. | You Don't See Me | 3:39  |

| 12. | You Don't See Me | 3:39 |